# Finlandia ai Giochi della IX Olimpiade
La Finlandia partecipò ai Giochi della IX Olimpiade, svoltisi ad Amsterdam, Paesi Bassi, dal 28 luglio al 12 agosto 1928,  
con una delegazione di 69 atleti, di cui 2 donne, impegnati in 11 discipline,
aggiudicandosi 8 medaglie d'oro, 8 medaglie d'argento e 9 medaglie di bronzo.

## Medagliere

### Per discipline
| Sport              | Oro | Argento | Bronzo | Totale |
| ------------------ | --- | ------- | ------ | ------ |
| Atletica leggera   | 5   | 5       | 4      | 14     |
| Lotta libera       | 2   | 2       | 1      | 5      |
| Lotta greco-romana | 1   | 1       | 2      | 4      |
| Vela               | 0   | 0       | 1      | 1      |
| Ginnastica         | 0   | 0       | 1      | 1      |
| Totale             | 8   | 8       | 9      | 25     |

### Medaglie
| Medaglia | Atleta             | Sport              | Evento                    |
| -------- | ------------------ | ------------------ | ------------------------- |
| Oro      | Harry Larva        | Atletica leggera   | 1500 metri piani          |
| Oro      | Ville Ritola       | Atletica leggera   | 5000 metri piani          |
| Oro      | Paavo Nurmi        | Atletica leggera   | 10000 metri piani         |
| Oro      | Toivo Loukola      | Atletica leggera   | 3000 metri siepi          |
| Oro      | Paavo Yrjölä       | Atletica leggera   | Decathlon                 |
| Oro      | Kaarlo Mäkinen     | Lotta libera       | Pesi gallo                |
| Oro      | Arvo Haavisto      | Lotta libera       | Pesi welter               |
| Oro      | Väinö Kokkinen     | Lotta greco-romana | Pesi medi                 |
| Argento  | Paavo Nurmi        | Atletica leggera   | 5000 metri piani          |
| Argento  | Ville Ritola       | Atletica leggera   | 10000 metri piani         |
| Argento  | Paavo Nurmi        | Atletica leggera   | 3000 metri siepi          |
| Argento  | Antero Kivi        | Atletica leggera   | Lancio del disco maschile |
| Argento  | Akilles Järvinen   | Atletica leggera   | Decathlon                 |
| Argento  | Kustaa Pihlajamäki | Lotta libera       | Pesi piuma                |
| Argento  | Aukusti Sihvola    | Lotta libera       | Pesi massimi              |
| Argento  | Hjalmar Nyström    | Lotta greco-romana | Pesi massimi              |
| Bronzo   | Eino Purje         | Atletica leggera   | 1500 metri piani          |
| Bronzo   | Ove Andersen       | Atletica leggera   | 3000 metri siepi          |
| Bronzo   | Martti Marttelin   | Atletica leggera   | Maratona                  |
| Bronzo   | Vilho Tuolos       | Atletica leggera   | Salto triplo              |
| Bronzo   | Heikki Savolainen  | Ginnastica         | Cavallo con maniglie      |
| Bronzo   | Eino Leino         | Lotta libera       | Pesi leggeri              |
| Bronzo   | Edvard Westerlund  | Lotta greco-romana | Pesi leggeri              |
| Bronzo   | Onni Pellinen      | Lotta greco-romana | Pesi medio-massimi        |
| Bronzo   | Bertel Broman      | Vela               | Dinghy 12 piedi           |